# Heinrichia hildegardae
Heinrichia hildegardae là một loài tò vò trong họ Ichneumonidae.